# Всеобщая декларация прав человека
Всеобщая декларация прав человека — рекомендованный для всех государств — членов ООН документ, принятый на третьей сессии Генеральной Ассамблеи ООН резолюцией 217 А (III) («Международный пакт о правах человека») от 10 декабря 1948 года. Декларация является одним из документов, составляющих Международный билль о правах человека.
Текст Декларации является первым глобальным определением прав, которыми обладают все люди, и состоит из 30 статей и является частью Международного билля о правах человека наравне с Международным пактом об экономических, социальных и культурных правах, Международным пактом о гражданских и политических правах, двумя Факультативными протоколами.

## История

### Предыстория
Во время Эпохи Просвещения стали процветать идеи о Естественном праве. На основе этих идей были созданы и приняты Билль о правах в Великобритании, Билль о правах в США и Декларация прав человека и гражданина во Франции.
Вторая мировая война явно продемонстрировала необходимость всеобщего договора о правах человека. В 1941 году Франклин Рузвельт в своём обращении «О положении страны» призвал поддержать четыре необходимые свободы: свободу слова, свободу совести, свободу от нужды и свободу от страха. Это дало новый толчок развитию человеческих прав как необходимому условию мира и окончанию войны.
Когда общественности стало известно о зверствах, которые совершала нацистская Германия, стало очевидно, что Устав ООН недостаточно точно определяет права человека. Всеобщий договор, который бы перечислял и описывал права личности, был необходим.

### Составление

Члены Комиссии ООН по правам человека обсуждают пакт о правах человека

Первое заседание Комиссии ООН по правам человека прошло в городке Лейк-Саксесс с 27 января по 10 февраля 1947 года, где председателем Комиссии была избрана Элеонора Рузвельт. В Комиссии были представители таких государств мира, как Австралия, Бельгия, Великобритания, Китай, Куба, Египет, Индия, Иран, Ливия, Панама, СССР, США, Уругвай, Филиппины, Франция, Чили, Югославия. Они должны были подготовить документ, который сначала предполагалось назвать Международным биллем о правах. В работе Комиссии участвовал и представитель отдела по правам человека Секретариата ООН Джон Хамфри, канадский специалист в области международного права, приглашённый на эту должность генеральным секретарем ООН в 1946 году.
Поскольку Комиссия состояла из 18 членов и взгляды их во многом расходились, было очень трудно проводить работу по составлению черновика столь важного документа как Декларация. В итоге было решено, что первоначальный текст подготовят три представителя, чтобы Комиссия могла рассмотреть его на своём втором заседании. В подкомиссию по составлению проекта Декларации вошли сама Элеонора Рузвельт, представитель Китая Чжан Пэнчунь и ливанский дипломат и философ Шарль Малик. Подкомиссия поручила опытнейшему юристу Хамфри, к тому же обладавшему хорошей командой помощников из своего отдела, представить первоначальный набросок текста. На это повлияло также то, что поначалу даже такая маленькая группа из трёх человек не могла прийти к какому-либо общему взгляду на документ. В итоге Хамфри подготовил черновик проекта, состоящий из 48 статей. В этот же период было принято расширить состав подкомитета, чтобы туда вошли также представители Европы и Советского Союза.

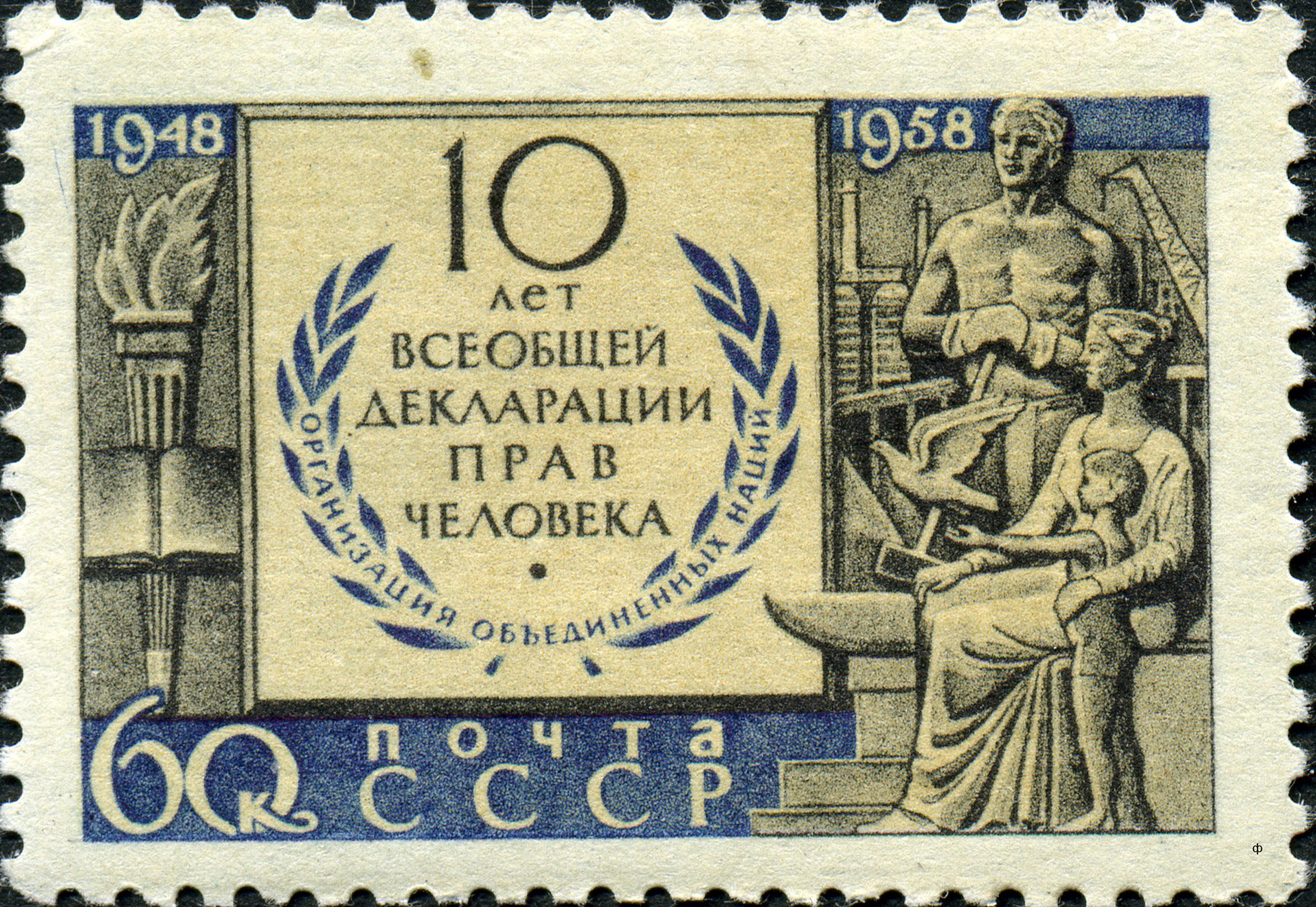
10 лет Всеобщей декларации прав человека. Почтовая марка СССР, 1958 год

9 июня 1947 года расширенный состав подкомиссии начал свою работу. Помимо Рузвельт, Чжана Пэнчуня, Малика и Хамфри туда вошли представитель Франции Рене Кассен, Уильям Ходжсон от Австралии, Джеффри Уилсон от Великобритании, Эрнан Санта Крус от Чили и Владимир Корецкий от Советского Союза. Перед собравшимися стояла сложнейшая задача по созданию документа, ещё не известного мировой политике. Как писал Шарль Малик, поначалу все были «абсолютно потеряны; мы совершенно не представляли, как нам справиться с порученной задачей».

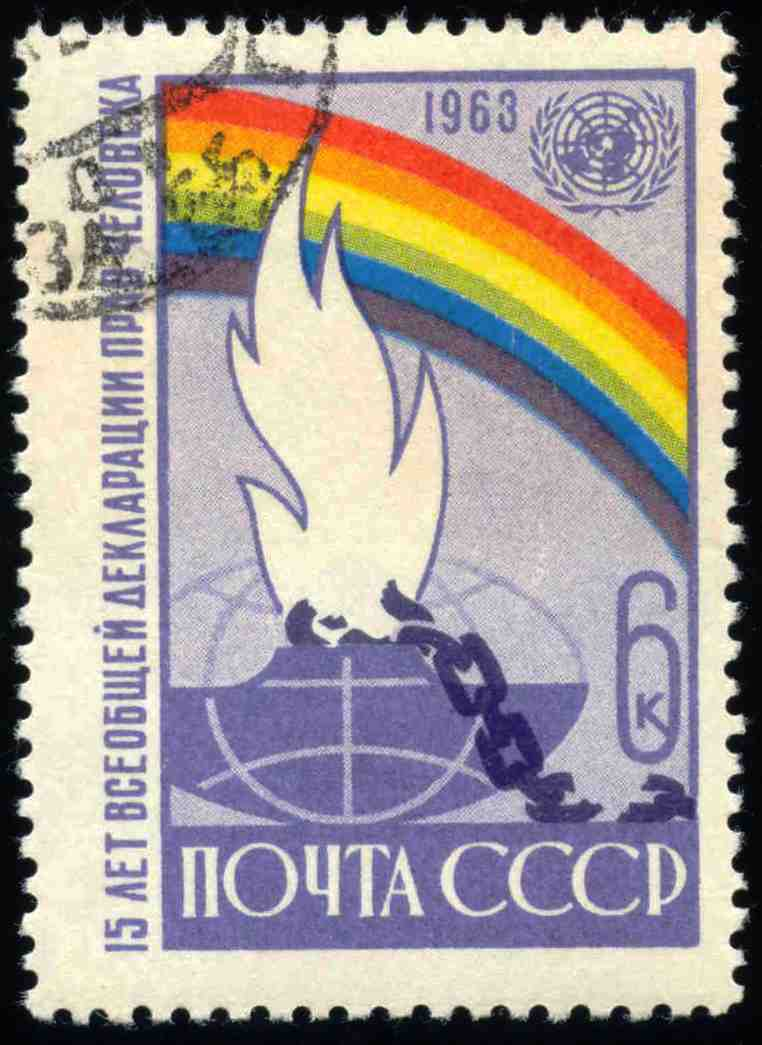
15 лет Всеобщей декларации прав человека. Почтовая марка СССР, 1963 год

Опасения самого Малика состояли в том, что права человека могли быть сведены к важнейшим базовым понятиям, таким как необходимость иметь достаточно еды, иметь крышу над головой и возможность работать. При этом могли остаться в стороне возможно менее насущные, но тем не менее ключевые представления, как способность рассуждать, иметь своё мнение, отстаивать свои политические взгляды, которые отличают человека от прочего животного мира и которые также было необходимо учесть.

Рене Кассен был одним из самых опытных среди своих коллег. Еврей, переживший две мировые войны, приговорённый к смерти нацистами, потерявший в немецких концлагерях около тридцати своих родственников, Кассен внёс один из самых значительных вкладов в создание текста Декларации.
Предварительный текст, представленный на рассмотрение Хамфри, представлял собой исчерпывающий свод всех возможных видов прав человека. Занимающий по объёму 400 страниц, документ создавался на основе анализа всех действующих конституций, действующих норм права по правам человека, помощниками Хамфри рассматривались даже обращения частных лиц, содержащие те или иные предложения. Обширнейшая работа, черновик Хамфри не мог быть создан с нуля, в его основу легли такие документы как английская Великая хартия вольностей, американские Декларация независимости США и Билль о правах, а также французская Декларация прав человека и гражданина. Именно широта используемой базы обусловила то, что в документе рассматривается столь широкий круг прав: социальные, экономические, культурные. И если представители некоторых стран изначально не хотели, чтобы тот или иной круг прав входил в проект, то после создания первоначального черновика они уже не могли отменить это простым желанием, им приходилось аргументированно доказывать, почему они так считают. Наиболее важными документами, из которых Хамфри заимствовал свой текст, были тексты-предложения, представленные для предварительного рассмотрения Американским институтом права и Внутриамериканским юридическим комитетом (Inter-American Juridical Committee).
После обсуждения предварительной версии проекта Хамфри было решено опять сузить состав группы разработчиков, чтобы ускорить процесс, грозивший увязнуть в длительных дискуссиях. В этот раз в группу вошли Кассен, Малик, Рузвельт и Уилсон. Задание составить вторую версию проекта для рассмотрения сначала группой, а потом и Комиссией, было поручено Рене Кассену, как специалисту в области права, так и прекрасному писателю. В эти же года Кассен возглавлял французский Государственный совет и занимался восстановлением послевоенной французской юридической системы.
Свою работу Кассен завершил за два дня в июне 1947 года. Главной заслугой Кассена являлось придание документу чёткой и ясной структуры, из списка Хамфри им был сформирован логически связный документ. С целью построения данной структуры Кассеном была написана вступительная преамбула, где были очерчены общие принципы, включены шесть вступительных статей, 32 статьи были сгруппированы в 8 групп, а также добавлены два заключительных положения о применении. Кассен сравнивал Декларацию с портиком греческого храма с фундаментом, лестницами, четырьмя колоннами и фронтоном.
Статьи 1 и 2 закладывают фундамент, подчеркивая принципы достоинства, свободы, равенства и братства. Семь абзацев преамбулы провозглашают причины провозглашения «Декларации» и является ступеньками к ней. Основной текст «Декларации» формирует четыре колонны. Первая колонна (ст. 3-11) провозглашает права индивида, такие как право на жизнь и запрет рабства. Вторая колонна (ст. 12-17) провозглашает права индивида в гражданском и политическом обществе. Третья колонна (ст. 18-21) провозглашает духовные, общественные и политические свободы, такие как свободу вероисповедания и свободу ассоциаций. Четвёртая колонна (ст. 22-27) определяет социальные, экономические и культурные права.
По модели Кассена последние три статьи Декларации образуют фронтон, связывающей всю структуру в одно целое. Эти статьи посвящены обязанностям индивида перед обществом и накладывают запрет злоупотребления правами в ущерб той цели, которую заложила в них Организация Объединённых Наций.
В течение многих лет создателем Декларации считался именно Кассен. Лишь в конце двадцатого века исследователи обнаружили в бумагах Хамфри черновик документа, его первую версию, написанную от руки. Однако и после этого Хамфри отказывался считать себя создателем Декларации, заявляя, что создать черновик в одиночку было невозможно, а «конечный текст Декларации — дело рук сотен людей».
Хотя в дальнейшем текст Декларации подвергался существенным правкам перед тем, как быть утверждённым, именно черновик Хамфри, глубоко переработанный Кассеном, стал основой будущего документа.
Вариант Кассена был представлен на рассмотрение группы 17 июня 1947 года. Он был частично переработан для того, чтобы быть представленным Комиссии. В декабре 1947 года полный состав Комиссии по правам человека ООН собрался в Женеве. На сессии присутствовали консультанты от множества организаций (например, Американская федерация труда, Межпарламентский союз, Международный комитет Красного Креста, Международный женский совет, Всемирный еврейский конгресс и др.). Предстояло рассмотреть и утвердить для дальнейшей передачи в ООН сложнейший документ. Элеонора Рузвельт составила плотный график работы, который включал заседания вплоть до поздней ночи. Именно благодаря ей удалось завершить рассмотрение Декларации и прийти к единой позиции, несмотря на различия во мнениях, к концу сессии 17 декабря.
Одним из ключевых вопросов, рассмотренных на сессии, стал вопрос о включении в Декларацию положений, предусматривающих инструменты, которые позволяли бы контролировать выполнение положений, заявленных в Декларации. Представительница Индии, Ханса Мехта (англ. Hansa Jivraj Mehta), а также австралиец Уильям Ходжсон настаивали на том, что без них текст документа не будет иметь никакой силы, а нарушивший его не понесёт никакого наказания. Они предлагали либо внести положения об ответственности за несоблюдение прав в сам документ, либо же учредить международный трибунал, который бы рассматривал подобные случаи.
Также вступали в противоречие позиции молодых, недавно образованных наций, с позициями крупных государств. Бывшие колонии, молодые страны хотели видеть в Декларации легальный прецедент для осуществления прав человека, который они могли бы использовать в построении у себя свободного общества. Крупные же государства, наоборот, опасались, что слишком радикальные положения могут поколебать их целостность.
В результате жарких дебатов была создана третья версия Декларации, так называемая «Женевская версия» (Geneva draft).
Обсуждение документа продолжилось в мае 1948 года на следующей встрече Комиссии в Нью-Йорке. Она должна была выработать окончательный текст документа для представления в дальнейшие инстанции. Работа была завершена 18 июня, когда общим голосованием документ был принят при 12 голосах «за», 0 — «против» и трёх воздержавшихся — страны СССР (Россия (РСФСР), Украина (УССР) и Белоруссия (БССР).

### Принятие

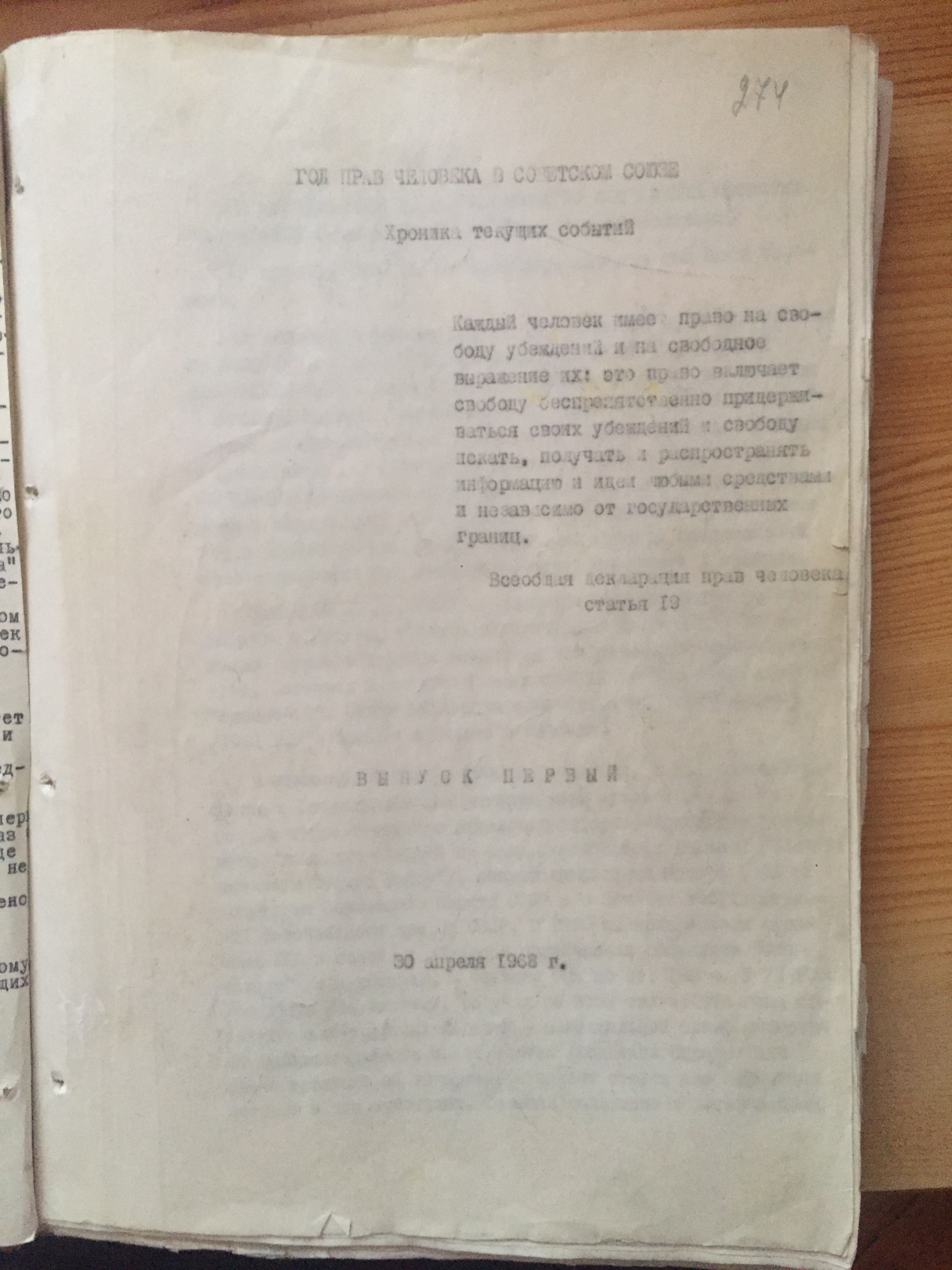
Самиздатовский листок с текстом ст. 19 декларации. Несмотря на то, что СССР «принял» декларацию, её текст был недоступен советским гражданам. Виновных в его распространении ожидало суровое наказание

Голосование за декларацию осуществлялось постепенно. 23[какие?] из 31 статей проекта декларации были приняты единогласно. По результатам обсуждения, статья 3 проекта декларации была объединена со статьёй 2.
В ходе обсуждения и постатейного голосования выявилось противостояние западных стран и стран советского блока.
Глава советской делегации в ООН Андрей Януарьевич Вышинский отзывался о декларации следующим образом:

Несмотря на некоторые свои достоинства, этот проект имеет ряд крупных недостатков, главный из которых заключается в его формально-юридическом характере и отсутствии в этом проекте каких бы то ни было мероприятий, которые были бы способны содействовать осуществлению провозглашённых в этом проекте основных свобод и прав человека.
— Рождение всеобщей декларации прав человека  (недоступная ссылка с 21-05-2013 [4439 дней] — история, копия)
Всеобщая декларация прав человека в окончательной редакции была поддержана 48 странами (из 58 тогдашних членов ООН) на 183-м пленарном заседании Генеральной Ассамблеи Организации Объединённых Наций в Пале де Шайо (Париж) 10 декабря 1948 г.
Белорусская ССР, Украинская ССР, Союз ССР, Чехословакия, Польша, Югославия, ЮАС и Саудовская Аравия воздержались при голосовании, а Гондурас и Йемен не участвовали в нём. Канада отвергла первый вариант Декларации, но при итоговом голосовании согласилась с ней.

## Структура и содержание
На структуру, лежащую в основе Всеобщей декларации, повлиял Кодекс Наполеона, включая преамбулу и вводные общие принципы. Окончательная структура сформировалась во втором проекте, подготовленным французским юристом Рене Кассеном, работающим над первоначальным проектом, подготовленным канадским ученым-юристом Джоном Питерском Хамфри. 
Декларация состоит из следующего: 
- В преамбуле излагаются исторические и социальные причины, которые привели к необходимости разработки Декларации.

- Статьи 1-2 устанавливают основные понятия достоинства, свободы и равенства.

- Статьи 3-5 устанавливают другие права, такие как право на жизнь, запрет рабства и пыток.

- В статьях 6-11 говорится о фундаментальной законности прав человека с указанием конкретных средств правовой защиты в случае их нарушения.

- В статьях 12-17 излагаются права человека по отношению к сообществу, включая свободу передвижения, проживания, право собственности и право на гражданство.

- Статьи 18-21 санкционируют так называемые «конституционные свободы», а также духовные, общественные, политические свободы, такие как свобода мысли, мнения, их выражения, религии и совести, свобода объединения, а также получения и распространения информации и идей через любые средства массовой информации.

- Статьи 22-27 закрепляют экономические, социальные и культурные права человека. Включает в себя право на охрану здоровья, поддержку права на достаточный уровень жизни, предусматривает  дополнительные приспособления в случае физического истощения или инвалидности, и особо отмечает заботу о тех, кто находится в материнстве или детстве.

- Статьи 28-30 устанавливают общие способы осуществления этих прав и области, в которых права личности не могут быть применены.

## Статус и распространение
Декларация имеет только статус рекомендации, но на её основании были приняты два обязательных для участников договора: Международный пакт о гражданских и политических правах и Международный пакт об экономических, социальных и культурных правах. Многие положения декларации за время многолетней практики приобрели статус норм обычного права; в отдельных странах Декларация признается частично.
Этот документ был переведён на множество языков мира (более 500 в 2018 году) и является самым переводимым документом в мире.
Элеонора Рузвельт назвала Декларацию «Великой хартией вольностей» для всего человечества (поэтому Декларацию иногда называют Хартией прав человека).

## Борьба с распространением текста Декларации в СССР
Первая известная публикация Декларации в СССР на русском языке в служебном издании имела место в бюллетене «Курьер ЮНЕСКО» № 10 за 1958 год, а также в брошюре Анатолия Мовчана «Международная защита прав человека», выпущенной Государственным издательством юридической литературы в том же году для служебного пользования. За тем, чтобы текст Декларации не попал в руки простых граждан, внимательно следил КГБ. Сам текст Декларации прав человека конфисковывали в ходе обысков как «подрывной». В целом ряде приговоров участие в распространении даже фрагментов текста Декларации рассматривалось как преступление. В 1968 году в порядке общественной инициативы в СССР был проведён сбор подписей под обращением в Верховный Совет СССР с предложением ратифицировать основанный на Всеобщей декларации прав человека Международный пакт о гражданских и политических правах. Подписавшиеся подверглись репрессиям, их действия были квалифицированы властями как «антисоветская пропаганда», «клевета на советский строй» либо как «нарушения общественного порядка». Листы с подписями были изъяты вместе с копиями Декларации прав человека и приобщены к делу. За самовольные попытки распространения текста Декларации простыми советскими гражданами их ожидал арест и тюремное заключение за «антисоветскую агитацию и пропаганду» и «распространение заведомо ложных измышлений, порочащих советский государственный и общественный строй». Так, например, М. Кукобака, работавший грузчиком на заводе в г. Бобруйске Могилёвской области (с политической судимостью устроиться на другую работу было практически невозможно) осенью 1976 и осенью 1977 г. подвергался насильственной госпитализации, первый раз — провёл год в Могилёвской областной психбольнице за распространение текста Всеобщей декларации прав человека среди рабочих завода, на котором он работал, второй раз — в Сычевской тюремной СПБ, где провёл два года за отказ снять со стены над койкой в заводском общежитии Всеобщую декларацию. У его знакомых сотрудниками КГБ были произведены обыски. При сходных обстоятельствах был задержан КГБ рабочий-монтажник из г. Светлогорска Евгений Бузинников, осужденный к трём годам лишения свободы в лагерях строгого режима. Его судили за «распространение ложных измышлений, порочащих государственный и общественный строй СССР» по ст. 186-1 УК БССР, аналогичной ст. 190-1 УК РСФСР, а распространявшийся им текст Всеобщей декларации прав человека, переписанный его рукой, был изъят и приобщён к делу (!) как вещественное доказательство. И только в годы горбачёвской перестройки в официальном партийном журнале «Огонёк» властями признавалось, что «текст Декларации у нас известен был мало; чтение и распространение его не поощрялось». Причины, по которым текст Декларации «у нас известен был мало», естественно, не указывались, как и то, сколько советских граждан пострадало за попытки самостоятельного его распространения. Как форму протеста против репрессий художник Константин Батынков вытатуировал выдержки из Декларации («подкожные права») на собственном теле, а Наталья Агафонова вышила их текст на плюшевых подушечках. Впоследствии, уже после краха коммунистического режима, всё это было показано на выставке, посвящённой 50-летию провозглашения Всеобщей Декларации прав человека, которая проходила в сентябре 1998 года. Каждый год c 1977 года, 10 декабря, в годовщину принятия ООН Всеобщей Декларации прав человека, советскими диссидентами стали проводиться митинги.
5 сентября 1991 года Декларация прав и свобод человека была принята Съездом народных депутатов СССР.

## Хронология основных событий
Основные года в истории, связанные с Декларацией:
- 1939 год. Начало Второй мировой войны. Нацистский режим в Германии проводит программу по уничтожению восточных славян, цыган, евреев и национальных меньшинств в оккупированных странах.
- 1945 год, 25 апреля. Начинает работу международная конференция, где создаётся устав ООН.
- 1945 год, 26 июня. Устав ООН подписывается пятьюдесятью государствами.
- 1945 год, 2 сентября. Подписание акта о безоговорочной капитуляции Японии. Конец Второй мировой войны.
- 1945 год, 24 октября. Устав ООН вступает в силу.
- 1946 год, 10 января. Начало первой Генеральной Ассамблеи ООН в Лондоне. Основывается Комиссия по правам человека.
- 1948 год, 10 декабря. Генеральной Ассамблеей ООН принимается Всеобщая декларация прав человека.
- 1961 год, июль. В Лондоне основывается организация Международная амнистия.
- 1968 год, май. Проводится международная конференция по правам человека ООН в Тегеране. Рене Кассен получает Нобелевскую премию мира.
- 1971 год. Основывается международная организация Врачи без границ.
- 1976 год. Вступают в силу Международный пакт о гражданских и политических правах и Международный пакт об экономических, социальных и культурных правах.
- 1978 год. Основывается Хьюман Райтс Вотч — неправительственная организация, занимающаяся мониторингом, расследованием и документированием нарушений прав человека.
- 1993 год, июнь. Проводится Всемирная конференция по правам человека в Вене. Создаётся первый международный трибунал в Гааге.
- 1994 год. Назначается первый Верховный комиссар по правам человека.
- 2008 год. Международная амнистия выпускает доклад о состоянии прав человека в мире спустя 60 лет после утверждения Всеобщей декларации прав человека.

## Статьи декларации
1. Все люди рождаются свободными и равными в своём достоинстве и правах. Они наделены разумом и совестью и должны поступать в отношении друг друга в духе братства.
2. Каждый человек должен обладать всеми правами и всеми свободами, провозглашёнными настоящей Декларацией, без какого бы то ни было различия, как-то: в отношении расы, цвета кожи, пола, языка, религии, политических или иных убеждений, национального или социального происхождения, имущественного, сословного или иного положения. Кроме того, не должно проводиться никакого различия на основе политического, правового или международного статуса страны или территории, к которой человек принадлежит, независимо от того, является ли эта территория независимой, подопечной, несамоуправляющейся, или как-либо иначе ограниченной в своём суверенитете.
3. Каждый человек имеет право на жизнь, на свободу и на личную неприкосновенность.
4. Никто не должен содержаться в рабстве или подневольном состоянии; рабство и работорговля запрещаются во всех их видах.
5. Никто не должен подвергаться пыткам или жестоким, бесчеловечным или унижающим достоинство обращению и наказанию.
6. Каждый человек, где бы он ни находился, имеет право на признание его правосубъектности.
7. Все люди равны перед законом и имеют право, без всякого различия, на равную защиту закона. Все люди имеют право на равную защиту от какой бы то ни было дискриминации, нарушающей настоящую Декларацию, и от какого бы то ни было подстрекательства к такой дискриминации.
8. Каждый человек имеет право на эффективное восстановление в правах компетентными национальными судами в случае нарушения его основных прав, предоставленных ему конституцией или законом.
9. Никто не может быть подвергнут произвольному аресту, задержанию или изгнанию.
10. Каждый человек для определения его прав и обязанностей и для установления обоснованности предъявленного ему уголовного обвинения имеет право, на основе полного равенства, на то, чтобы его дело было рассмотрено гласно и с соблюдением всех требований справедливости независимым и беспристрастным судом.
11. Каждый человек, обвиняемый в совершении преступления, имеет право считаться невиновным до тех пор, пока его виновность не будет установлена законным порядком путём гласного судебного разбирательства, при котором ему обеспечиваются все возможности для защиты. Никто не может быть осуждён за преступление на основании совершения какого-либо деяния или за бездействие, которые во время их совершения не составляли преступления по национальным законам или по международному праву. Не может также налагаться наказание более тяжкое, нежели то, которое могло быть применено в то время, когда преступление было совершено.
12. Никто не может подвергаться произвольному вмешательству в его личную и семейную жизнь, произвольным посягательствам на неприкосновенность его жилища, тайну его корреспонденции или на его честь и репутацию. Каждый человек имеет право на защиту закона от такого вмешательства или таких посягательств.
13. Каждый человек имеет право свободно передвигаться и выбирать себе местожительство в пределах каждого государства. Каждый человек имеет право покидать любую страну, включая свою собственную, и возвращаться в свою страну.
14. Каждый человек имеет право искать убежище от преследования в других странах и пользоваться этим убежищем. Это право не может быть использовано в случае преследования, в действительности основанного на совершении неполитического преступления или деяния, противоречащего целям и принципам Организации Объединённых Наций.
15. Каждый человек имеет право на гражданство. Никто не может быть произвольно лишён своего гражданства или права изменить своё гражданство.
16. Мужчины и женщины, достигшие совершеннолетия, имеют право без всяких ограничений по признаку расы, национальности или религии вступать в брак и основывать семью. Они пользуются одинаковыми правами в отношении вступления в брак, во время состояния в браке и во время его расторжения. Брак может быть заключён только при свободном и полном согласии обеих вступающих в брак сторон. Семья является естественной и основной ячейкой общества и имеет право на защиту со стороны общества и государства.
17. Каждый человек имеет право владеть имуществом как единолично, так и совместно с другими. Никто не должен быть произвольно лишён своего имущества.
18. Каждый человек имеет право на свободу мысли, совести и религии; это включает свободу менять свою религию или убеждения и свободу исповедовать свою религию или убеждения как единолично, так и сообща с другими, публичным или частным порядком в учении, богослужении и выполнении религиозных и ритуальных порядков.
19. Каждый человек имеет право на свободу убеждений и на свободное выражение их; это право включает свободу беспрепятственно придерживаться своих убеждений и свободу искать, получать и распространять информацию и идеи любыми средствами и независимо от государственных границ.
20. Каждый человек имеет право на свободу мирных собраний и ассоциаций. Никто не может быть принуждаем вступать в какую-либо ассоциацию.
21. Каждый человек имеет право принимать участие в управлении своей страной непосредственно или через посредство свободно избранных представителей. Каждый человек имеет право равного доступа к государственной службе в своей стране. Воля народа должна быть основой власти правительства; эта воля должна находить себе выражение в периодических и нефальсифицированных выборах, которые должны проводиться при всеобщем и равном избирательном праве, путем тайного голосования или же посредством других равнозначных форм, обеспечивающих свободу голосования.
22. Каждый человек, как член общества, имеет право на социальное обеспечение и на осуществление необходимых для поддержания его достоинства и для свободного развития его личности прав в экономической, социальной и культурной областях через посредство национальных усилий и международного сотрудничества и в соответствии со структурой и ресурсами каждого государства.
23. Каждый человек имеет право на труд, на свободный выбор работы, на справедливые и благоприятные условия труда и на защиту от безработицы. Каждый человек, без какой-либо дискриминации, имеет право на равную оплату за равный труд. Каждый работающий имеет право на справедливое и удовлетворительное вознаграждение, обеспечивающее достойное человека существование для него самого и его семьи, и дополняемое, при необходимости, другими средствами социального обеспечения. Каждый человек имеет право создавать профессиональные союзы и входить в профессиональные союзы для защиты своих интересов.
24. Каждый человек имеет право на отдых и досуг, включая право на разумное ограничение рабочего дня и на оплачиваемый периодический отпуск.
25. Каждый человек имеет право на такой жизненный уровень, включая пищу, одежду, жилище, медицинский уход и необходимое социальное обслуживание, который необходим для поддержания здоровья и благосостояния его самого и его семьи, и право на обеспечение на случай безработицы, болезни, инвалидности, вдовства, наступления старости или иного случая утраты средств к существованию по не зависящим от него обстоятельствам. Материнство и младенчество дают право на особое попечение и помощь. Все дети, родившиеся в браке или вне брака, должны пользоваться одинаковой социальной защитой.
26. Каждый человек имеет право на образование. Образование должно быть бесплатным по меньшей мере в том, что касается начального и общего образования. Начальное образование должно быть обязательным. Техническое и профессиональное образование должно быть общедоступным, и высшее образование должно быть одинаково доступным для всех на основе способностей каждого. Образование должно быть направлено к полному развитию человеческой личности и к увеличению уважения к правам человека и основным свободам. Образование должно содействовать взаимопониманию, терпимости и дружбе между всеми народами, расовыми и религиозными группами и должно содействовать деятельности Организации Объединённых Наций по поддержанию мира. Родители имеют право приоритета в выборе вида образования для своих малолетних детей.
27. Каждый человек имеет право свободно участвовать в культурной жизни общества, наслаждаться искусством, участвовать в научном прогрессе и пользоваться его благами. Каждый человек имеет право на защиту его моральных и материальных интересов, являющихся результатом научных, литературных или художественных трудов, автором которых он является.
28. Каждый человек имеет право на социальный и международный порядок, при котором права и свободы, изложенные в настоящей Декларации, могут быть полностью осуществлены.
29. Каждый человек имеет обязанности перед обществом, в котором только и возможно свободное и полное развитие его личности. При осуществлении своих прав и свобод каждый человек должен подвергаться только таким ограничениям, какие установлены законом исключительно с целью обеспечения должного признания и уважения прав и свобод других и удовлетворения справедливых требований морали, общественного порядка и общего благосостояния в демократическом обществе. Осуществление этих прав и свобод ни в коем случае не должно противоречить целям и принципам Организации Объединённых Наций.
30. Ничто в настоящей Декларации не может быть истолковано как предоставление какому-либо государству, группе лиц или отдельным лицам права заниматься какой-либо деятельностью или совершать действия, направленные к уничтожению прав и свобод, изложенных в настоящей Декларации[28].

## День прав человека

Пан Ги Мун на праздновании Дня прав человека в 2007 году

В 1950 году в честь Декларации ООН учредила праздник День прав человека, отмечаемый 10 декабря. В праздновании принимают участия люди, различные сообщества и религиозные группы, парламенты, правительства и, разумеется, сама Организация Объединённых Наций. Каждые десять лет предпринимаются кампании по продвижению Декларации и непосредственно прав человека. 10 декабря 2007 года стартовала кампания под названием «Человеческое достоинство и справедливость для всех нас», в которой приняли активное участие все страны — члены ООН, которая продлилась ровно год, до 60-й годовщины.

## В культуре
- В 2019 году в городе Лимассол, Кипр был открыт монумент Мира и толерантности, вблизи которого установлена табличка с цитатой ст. 3 Декларации.